# Луткомендија
Луткомендија је српска луткарска серија за децу из 1988. године у продукцији Телевизије Нови Сад. Главни јунаци су камила Матилда и шеик Спира који стално виче да хоће кући, орлушина Артемије, лисац писац, мишеви тамбураши, господин пацов Креша, пси робијаши, певац Драгослав, књишки црв, краљ и генерал, јарац и Мутимир, новинар Муња, бакица пијанисткиња и мрави виолинисти, велики и мали зека...

## Улоге
| Глумац               | Улога |
| -------------------- | ----- |
| Ана Радаковић        |       |
| Емина Црњанин        |       |
| Тереза Чамбор        |       |
| Тихомир Мачковић     |       |
| Драгиша Косара       |       |
| Војислав Цинкоцки    |       |
| Јован Царан          |       |
| Тибор Ђерман         |       |
| Александар Ђорђевић  |       |
| Вера Хрцан - Остојић |       |
| Лепојка Јовановић    |       |
| Видосава Јовановић   |       |
| Гордана Јовичин      |       |
| Ратко Радивојевић    |       |
| Ирена Тот            |       |